# Svartkindad trast
Svartkindad trast (Geokichla crossleyi) är en fågel i familjen trastar inom ordningen tättingar. Den förekommer i Centralafrika. Arten tros minska i antal, men beståndet anses vara livskraftigt.

## Utseende och läte
Svartkindad trast är en rätt stor trast med mestadels rostorange undersida och olivbrun ovansida. På vingarna syns ett dubblerat vitt vingband och på huvudet en smutsig svartaktig öganmask från näbbroten till öronen, avdelat av en bruten vit ögonring bakom ögat. Sången består av en fyllig och mjuk serie visslingar "chroo-woo-doo-too-loo-do-chu", medan varningslätet är typiskt för trastar, ett "ssreee".

## Utbredning och systematik
Svartkindad trast förekommer i Centralafrika. Den delas in i två underarter med följande utbredning:
- Geokichla crossleyi crossleyi – förekommer i bergsskogar i sydöstra Nigeria, Kamerun, Kongo-Brazaville och västra Kongo-Kinshasa.
- Geokichla crossleyi pilettei – förekommer i nordöstra Kongo-Kinshasa (Semliki-dalen och västersluttningar i högländerna i Itombwe )

### Släktestillhörighet
Tidigare placerades arten i släktet Zoothera, men flera DNA-studier visar att den tillhör en grupp trastar som står närmare bland andra trastarna i Turdus. Dessa har därför lyfts ut till ett eget släkte, Geokichla.

## Levnadssätt
Svartkindad trast hittas i bergsskogar på mellan 800 och 2300 meters höjd. Den föredrar fuktiga skogar med raviner där den födosöker på marken, men sjunger från trädtaket.

## Status och hot
Arten har ett stort utbredningsområde, men tros minska i antal, dock inte tillräckligt kraftigt för att den ska betraktas som hotad. Internationella naturvårdsunionen IUCN listar arten som livskraftig (LC).

## Namn
Fågelns vetenskapliga artnamn hedrar Alfred Crossley (1829-1888), brittisk taxidermist, samlare av specimen i Kamerun, Rhodesia samt på Madagaskar.